# 阿托尔赛姆
阿托尔赛姆（法語：Artolsheim，法語發音：[aʁtɔlsaim]）是法国下莱茵省的一个市镇，属于塞莱斯塔-埃尔什泰因区。

## 地理
阿托尔赛姆（48°12'31"N, 7°34'23"E）面积11.25 平方千米，位于法国大東部大區下莱茵省，该省份为法国大陆部分最东部的省份，是阿尔萨斯的一部分，今与上莱茵省组成了阿尔萨斯欧洲集体，其南至上莱茵省，西南接孚日省和默尔特-摩泽尔省，西接摩泽尔省，北与德国接壤，东侧沿莱茵河与德国相望。
与阿托尔赛姆接壤的市镇（或旧市镇、城区）包括：伯森比森、博蔡姆、埃瑟奈姆、马克奈姆、里什托尔赛姆、舍诺、什沃布赛姆、魏斯韦尔、凯撒施图尔山麓维尔。
阿托尔赛姆的时区为UTC+01:00、UTC+02:00（夏令时）。

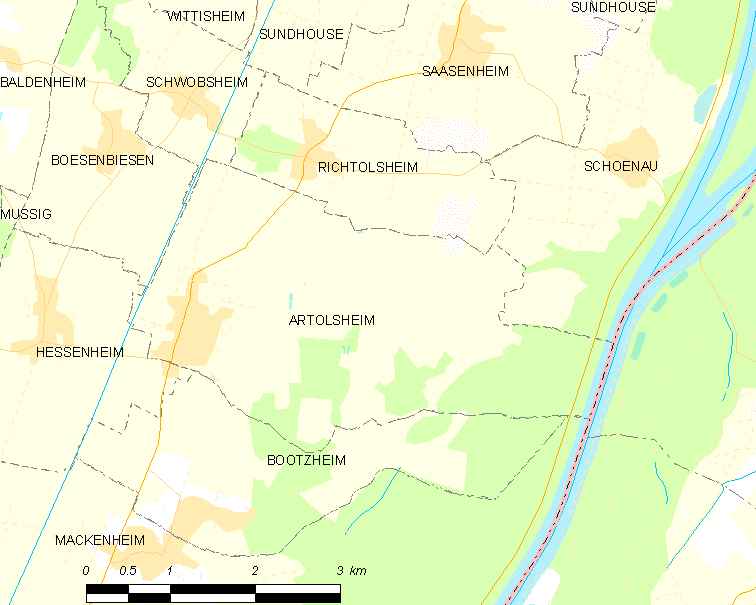
阿托尔赛姆的OSM定位图

## 行政
阿托尔赛姆的邮政编码为67390，INSEE市镇编码为67011。

## 政治
阿托尔赛姆所属的省级选区为塞莱斯塔县。

## 人口

1962-2008年间阿托尔赛姆人口变化图示

阿托尔赛姆于2022年1月1日时的人口数量为1008人。